# Trébrivan
Trébrivan (tiếng Breton: Trabrivan) là một xã của tỉnh Côtes-d'Armor, thuộc vùng Bretagne, tây bắc Pháp.

## Dân số
Người dân ở Trébrivan được gọi là Trébrivanais.